# ザ・ギフト (2015年の映画)
『ザ・ギフト』（原題: The Gift）は、2015年のアメリカ合衆国のスリラー映画である。監督と脚本と製作をジョエル・エドガートンが手がけており、主演をジェイソン・ベイトマン、レベッカ・ホール、ジョエル・エドガートンが務めている。

## あらすじ
情報セキュリティ会社に勤めるサイモンは、妻ロビンとともに新しい街に引っ越してきた。仕事は順調で、ふたりは豪華な自宅を購入し、順風満帆の人生に思えた。
そんなある日、学生時代の同級生ゴードン・モズリーに出会う。そして後日、ゴードンから引越祝いとして豪華なワインが届けられた。ロビンはワインの返礼として、彼を自宅の夕食に招いた。食事の間、ゴードンはまるで親友だったかのように語り、実は高校時代彼とはあまり親しくなかったサイモンは不快感をおぼえる。ロビンには、彼は見かけよりいい人には違いないと思えた。
後日、二人が仕事仲間のパーティーから帰ると、ゴードンから「ギフト」として、庭の池に鯉が泳いでいた。また、サイモンの留守中にロビンに家に入れてもらいテレビの設定を手伝うなどしていた事で、サイモンは不快感を友人たちに語り始める。
そんな中、ゴードンは二人を自宅の豪邸で開かれたホームパーティに招待する。サイモンはあえてパーティーに参加し、そこでゴードンに今後は付きまとうなと伝えて去る。
その後、鯉が一晩で全滅したり、飼い犬が行方不明になったり、奇妙なことが続いて起こる。ゴードンの仕業と考えたサイモンはゴードンの自宅に抗議に行くが、実はゴードンはその豪邸に住む夫婦の運転手を勤めていただけで、夫婦の旅行中に勝手に家を使っただけだったのだ。
さらに「ギフト」が届き、ゴードンがサイモンとの過去を水に流すつもりだった、悪気は無かったもう二度と会わないとメッセージが添えられていた。ロビンは、サイモンとゴードンの間に昔何かあったのではと思い始める。
そして、鯉や犬の一件から、ロビンはゴードンの影に怯え、安定剤を飲みすぎて倒れるなど精神不安定な状態となる。耐えられなくなったロビンは、サイモンに対し、過去になにがあったかを話すように求める。だがサイモンは何もなかったと言い張り、過去を振り返らないで前を見ようとロビンに言い聞かせる。
その後しばらくは平穏な時間が過ぎ、ロビンは待望の子供を妊娠をした。そんな時妊娠祝いに訪れたサイモンの姉から高校時代のゴードンの過去を聞きだしたロビンは、サイモンの言動に多くの嘘を感じ始める。
そしてサイモンの高校時代の友人から、彼のゴードンに対する過去の所業を知ったロビンは、サイモンにゴードンに対して過去を謝罪するように詰め寄る。サイモンはロビンとの関係修復の為、仕方なくゴードンを職場を訪ねて謝罪しようとするが、もう手遅れだと謝罪を受け入れようとしないゴードンを殴りつけ、そのまま立ち去ってしまう。そしてロビンにはゴードンが謝罪を受け入れてくれたとまたしても嘘を話すのだった。
その後サイモンの昇進が決まり、自宅でそれを祝うパーティーが催されるが、窓に石が投げ込まれる。犯人を取り押さえたところ、その男はサイモンの昇進の際にライバルだった同僚だった。そしてサイモンに不正をでっち上げられポストを奪われたと言う。それを聞いて男を逃がすサイモン。ロビンは再びサイモンに対する不信感を抱く。
その直後ロビンは産気付き、病院で無事に赤ちゃんを出産する。しかしサイモンの会社ではサイモンがライバルに対して行った不正偽装が発覚し、サイモンの立場は一転して絶望的になってしまう。
病院を後にし、一人で一旦自宅に戻ったサイモンを待っていたのは再びゴードンから届いた「ギフト」だった。恐る恐るこれを開けたゴードンが見たものは、ベビーカー、ゴードンがいつの間にか作っていたサイモン家の合鍵、CD、DVDだった。サイモンがCDを再生してみると、ゴードンにパーティに招かれた際、サイモンがゴードンが席を外した間にゴードンを馬鹿にする様子が録音されていた。次にDVDを再生するサイモン。そこに映っていたのは…。

## キャスト
※括弧内は日本語吹替
- サイモン - ジェイソン・ベイトマン（佐久田脩）
- ロビン - レベッカ・ホール（加藤美佐）
- ゴードン - ジョエル・エドガートン（小原雅人）
- ルーシー - アリソン・トルマン（河村瑠璃）
- ケヴィン・“KK”・ケラー - ティム・グリフィン（英語版）（瀧村直樹）
- ダフィー - ビジー・フィリップス
- ロン - アダム・ラザール＝ホワイト（佐々木薫）
- ウォーカー刑事 - ボー・ナップ
- ミルズ刑事 - ウェンデル・ピアース
- ウェンディ・デール - ミラー・フォークス（英語版）
- フランク・デール - ナッシュ・エドガートン
- グレッグ - デヴィッド・デンマン
- ジョーン - ケイティ・アセルトン
- スチュワート - デヴィッド・クレイグ
- ロンダ・ライアン - スーザン・メイ・プラット
- ダニー - P・J・バーン
- アンジェラ・デレジオ医師 - フェリシティ・プライス
- 不動産業者 - メリンダ・アレン

## 製作
2012年のインタヴューにおいて、ジョエル・エドガートンは『Weirdo』で長編映画監督デビューする予定であると語った。彼は2010年に脚本の執筆を開始していた。2014年、レベッカ・ホールの出演が報じられた。2015年、ジェイソン・ベイトマンの出演が明らかとなった。
本作の撮影は2015年1月19日に開始されて、同年2月20日に終了した。実質的な撮影日数は25日間であった。撮影の大半はサン・フェルナンド・ヴァレーで行われた。製作には5,000,000ドルが費やされた。
エドガートンは、本作に影響を与えた作品として、『シャイニング』や『ローズマリーの赤ちゃん』、『隠された記憶』を挙げている。
STXエンターテインメントは、2015年3月25日、『Weirdo』として知られていた本作の題名が『The Gift』に決定したことを発表した。

## 上映
2015年7月30日、ロサンゼルスにて本作のプレミア上映が行われた。アメリカ合衆国では、同年8月7日に2,503館で公開された。初週の統計によると、観客の大半が25歳以上であり、53%が女性であった。

## 評価
Rotten Tomatoesには160件の批評家レヴューがあり、平均値は7.5点、支持率は93%となっている。Metacriticには31件の批評家レヴューがあり、平均値は77点となっている。
第48回シッチェス・カタルーニャ国際映画祭にて、ジョエル・エドガートンが最優秀男優賞を受賞した。